# ابش
اِبِش (به مجاری: Ebes) یک منطقهٔ مسکونی در مجارستان است که در ناحیه هایدوسوبوسلو واقع شده‌است. ابش ۷۷٫۲۷ کیلومتر مربع مساحت و ۴٬۳۸۸ نفر جمعیت دارد.

## خواهرخوانده
شهر میان خواهرخواندهٔ ابش هست.